# ژردن ورتو
ژردن مارسل ژیلبر ورتو (فرانسوی: Jordan Marcel Gilbert Veretout‎؛ زادهٔ ۱ مارس ۱۹۹۳) بازیکن فوتبال اهل فرانسه است که برای باشگاه مارسی بازی می‌کند.

## سابقه باشگاهی
از باشگاه‌هایی که در آن بازی کرده‌است می‌توان به نانت، استون ویلا، سن-اتین، فیورنتینا و رم اشاره کرد.